# Louis de Chalon-Arlay (1448-1476)
 (août 2021).
Si vous disposez d'ouvrages ou d'articles de référence ou si vous connaissez des sites web de qualité traitant du thème abordé ici, merci de compléter l'article en donnant les références utiles à sa vérifiabilité et en les liant à la section « Notes et références ».
 (Mars 2023).
Améliorez-le ou discutez des points à vérifier. 
Pour les articles homonymes, voir Louis de Chalon.
Louis III de Chalon-Arlay dit aussi de Chalon de Châtel-Guyon, né en 1448 à Nozeroy et mort le 2 mars 1476 à la bataille de Grandson, est chef militaire et un seigneur de Châtel-Guyon (Salins-les-Bains), issu de la famille de Chalon-Arlay. En tant qu'un des confidents de Charles le Téméraire , il est reçu dans l'Ordre de la Toison d'or, en 1468.

## Biographie
Louis de Chalon-Arlay serait né vers 1448, à Nozeroy. Il est le fils aîné de Louis II de Chalon-Arlay, prince d'Orange et de sa seconde épouse Éléonore d'Armagnac et le frère d'Hugues de Chalon.
En 1461, son père le fait vicomte de Besançon et seigneur de Châtel-Guyon. Ce dernier l'envoya également à la cour de Bourgogne, où il vécut comme page à proximité de Charles le Téméraire. Dans son testament, son père en fit un héritier universel, après qu'il eut attribué à son fils de son premier mariage la Principauté d'Orange et à son fils cadet la propriété vaudoise, et se limita ainsi à Nozeroy et Châtel-Guyon. Louis défie la volonté de son père, prend possession de l'intégralité de l'héritage et se retrouve avec le duc Philippe le Bon. Un long procès s'ensuivit, dont Louis sortit partiellement victorieux en 1475 - encore une fois grâce au soutien qu'il reçut du duc Charles le Téméraire.
En 1465, Philippe le Bon l'a fait chevalier, en 1469, Charles le Téméraire l'a accepté dans l'Ordre de la Toison d'or- il a été élu membre suppléant en 1468 au cas où le duc de Normandie refusait d'y adhérer, ce qui l'année suivante s'est produit. La même année (1468), il a participé au tournoi du  « Pas de l'arbre d'or ». Six ans plus tard il participe au siège de Neuss (1474-1475), alors que les Suisses ont attaqué sa propriété de Vaud. Il se voit confier la défense de la Franche-Comté , bat les Suisses à Pontarlier et leur prend Jougne[réf. nécessaire] Il meurt le 2 mars 1476 à la bataille de Grandson alors qu'il menait la cavalerie bourguignonne dans les lignes suisses, attaqué par un cavalier bernois[pas clair].
Louis de Chalon n'a eu aucun mariage, mais laisse un fils illégitime : Jean de Chalon. Il est en effet attesté dans plusieurs documents posthumes à la mort de son père. Il est alors déclaré fils de Louis de Chalon et de Françoise d'Amboise, l'une des dernières filles de Pierre d'Amboise, seigneur de Chaumont, et d'Anne de Bueil.
Françoise d'Amboise semble s'être retirée à l'Abbaye de Fontevraud après 1480.

## Famille
Louis de Chalon est le fils de Louis II de Chalon-Arlay, prince d'Orange, et d’Éléonore d'Armagnac, elle-même fille de Jean d'Armagnac et d'Isabelle de Navarre-Evreux, tous deux descendants du roi Jean II de France.

### Arbre ascendant
|  |                                                                           |  |  |  |  |  |  |  |  |  |  |  |  |  |  |  |
|  | 8. Louis Ier de Chalon-Arlay (1337-1366) - Vicomte de Besançon            |  |  |  |  |  |  |  |  |  |  |  |  |  |  |  |
|  |                                                                           |  |  |  |  |  |  |  |  |  |  |  |  |  |  |  |
|  |                                                                           |  |  |  |  |  |  |  |  |  |  |  |  |  |  |  |
|  | 4. Jean III de Chalon-Arlay (~1359-1418) - Vicomte de Besançon            |  |  |  |  |  |  |  |  |  |  |  |  |  |  |  |
|  |                                                                           |  |  |  |  |  |  |  |  |  |  |  |  |  |  |  |
|  |                                                                           |  |  |  |  |  |  |  |  |  |  |  |  |  |  |  |
|  | 9. Marguerite de Vienne (~1340- ?) - Dame de Lons-le-Saunier              |  |  |  |  |  |  |  |  |  |  |  |  |  |  |  |
|  |                                                                           |  |  |  |  |  |  |  |  |  |  |  |  |  |  |  |
|  |                                                                           |  |  |  |  |  |  |  |  |  |  |  |  |  |  |  |
|  | 2. Louis II de Chalon-Arlay (1388-1463) - Prince d'Orange                 |  |  |  |  |  |  |  |  |  |  |  |  |  |  |  |
|  |                                                                           |  |  |  |  |  |  |  |  |  |  |  |  |  |  |  |
|  |                                                                           |  |  |  |  |  |  |  |  |  |  |  |  |  |  |  |
|  | 10. Raymond V des Baux (~1325-1393) - Prince d'Orange                     |  |  |  |  |  |  |  |  |  |  |  |  |  |  |  |
|  |                                                                           |  |  |  |  |  |  |  |  |  |  |  |  |  |  |  |
|  |                                                                           |  |  |  |  |  |  |  |  |  |  |  |  |  |  |  |
|  | 5. Marie des Baux-Orange (~1366-1417) - Princesse héritière d'Orange      |  |  |  |  |  |  |  |  |  |  |  |  |  |  |  |
|  |                                                                           |  |  |  |  |  |  |  |  |  |  |  |  |  |  |  |
|  |                                                                           |  |  |  |  |  |  |  |  |  |  |  |  |  |  |  |
|  | 11. Jeanne de Genève (~1338-1389) - Princesse consort d'Orange            |  |  |  |  |  |  |  |  |  |  |  |  |  |  |  |
|  |                                                                           |  |  |  |  |  |  |  |  |  |  |  |  |  |  |  |
|  |                                                                           |  |  |  |  |  |  |  |  |  |  |  |  |  |  |  |
|  | 1. Louis de Châlon de Châtel-Guyon                                        |  |  |  |  |  |  |  |  |  |  |  |  |  |  |  |
|  |                                                                           |  |  |  |  |  |  |  |  |  |  |  |  |  |  |  |
|  |                                                                           |  |  |  |  |  |  |  |  |  |  |  |  |  |  |  |
|  | 12. Bernard VII d'Armagnac (1364-1418) - Comte d'Armagnac et de Charolais |  |  |  |  |  |  |  |  |  |  |  |  |  |  |  |
|  |                                                                           |  |  |  |  |  |  |  |  |  |  |  |  |  |  |  |
|  |                                                                           |  |  |  |  |  |  |  |  |  |  |  |  |  |  |  |
|  | 6. Jean IV d'Armagnac (1396-1450) - Comte d'Armagnac et de Rodez          |  |  |  |  |  |  |  |  |  |  |  |  |  |  |  |
|  |                                                                           |  |  |  |  |  |  |  |  |  |  |  |  |  |  |  |
|  |                                                                           |  |  |  |  |  |  |  |  |  |  |  |  |  |  |  |
|  | 13. Bonne de Berry (1367-1435) - Vicomtesse de Carlat                     |  |  |  |  |  |  |  |  |  |  |  |  |  |  |  |
|  |                                                                           |  |  |  |  |  |  |  |  |  |  |  |  |  |  |  |
|  |                                                                           |  |  |  |  |  |  |  |  |  |  |  |  |  |  |  |
|  | 3. Éléonore d'Armagnac (~1424-1456) - Princesse consort d'Orange          |  |  |  |  |  |  |  |  |  |  |  |  |  |  |  |
|  |                                                                           |  |  |  |  |  |  |  |  |  |  |  |  |  |  |  |
|  |                                                                           |  |  |  |  |  |  |  |  |  |  |  |  |  |  |  |
|  | 14. Charles III de Navarre (1361-1425) - Roi de Navarre                   |  |  |  |  |  |  |  |  |  |  |  |  |  |  |  |
|  |                                                                           |  |  |  |  |  |  |  |  |  |  |  |  |  |  |  |
|  |                                                                           |  |  |  |  |  |  |  |  |  |  |  |  |  |  |  |
|  | 7. Isabelle de Navarre (1395-1450) - Comtesse consort d'Armagnac          |  |  |  |  |  |  |  |  |  |  |  |  |  |  |  |
|  |                                                                           |  |  |  |  |  |  |  |  |  |  |  |  |  |  |  |
|  |                                                                           |  |  |  |  |  |  |  |  |  |  |  |  |  |  |  |
|  | 15. Éléonore de Castille (1363-1416) - Reine consort de Navarre           |  |  |  |  |  |  |  |  |  |  |  |  |  |  |  |
|  |                                                                           |  |  |  |  |  |  |  |  |  |  |  |  |  |  |  |
|  |                                                                           |  |  |  |  |  |  |  |  |  |  |  |  |  |  |  |

### Descendance
Louis de Chalon ne s'est jamais marié, bien qu'il dut être marié à Françoise d'Amboise, fille de Pierre d'Amboise et de son épouse Anne de Bueil. La cause pour laquelle ils ne se sont pas mariés n'est pas connue : il pourrait s'agir du décès précoce de Louis mais aussi d'un problème de consanguinité. Leur liaison laisse au moins un fils, Jean, qualifié de Bâtard pour cause du non-mariage de ses parents, né vers 1467.
Jean fut mis sous la protection de son grand-oncle Charles d'Armagnac qui lui fit don de plusieurs de ses fiefs. De cette façon, Jean de Chalon fut fait baron de Roumégoux. Celui-ci avait la descendance suivante :
Il épousa en 1492 Anne (ou Anne-Louise) d'Albret, dont l'ascendance fait débat. L'hypothèse la plus probable la ferait fille d'Alain d'Albret (1440-1522) et de son épouse Françoise de Châtillon-Blois. Pour d'autres, elle est fille de Gilles d'Albret, seigneur de Castelmoron, lui-même fils naturel de Charles II d'Albret. Anne et Louis eurent au moins trois enfants :
- 1. Pierre de Châlon, seigneur de Roumégous, de Ceste, de Candolle, du Bosc, etc. Il épousa en 1519 Marquèze de Galand, héritière des fiefs de Cadoule. Il eut :
  - Antoine de Châlon, seigneur de Lacaze, épouse Anne de Lannoy, dont au moins deux enfants ;
  - Françoise de Châlon, qui épouse en 1541 Jacques de Laire d'Auteyrat
  - Catherine, qui épouse en 1548 Antoine de Bouillé, vicomte du Chariol (mort en 1596)
- 2. Jean de Châlon, Commandeur des ordres de Jérusalem à Saint Antoine de Viennois
- 3. François de Châlon, Seigneur de Saint-Amans, épouse vers 1530 Agnès du Lac, dont :
  - Marguerite, qui épousa en 1576 Pierre d'Albret
  - Raymond, seigneur de « Las Graisses » épouse en 1554 Jeanne de Rouzet dont :
    - René (né avant 1578 - mort en 1677), teste en 1676 à un âge très avancé (centenaire ou presque), il avait épousé en 1605 Françoise de Barrau, dont :
      - Béraud, (Sieur du Rouzet), né vers 1606, encore vivant en 1668, sans descandance.
      - François, né vers 1611, Sieur de Rival, épouse en 1633 Françoise de Guiscard, dont :
        - François, né en 1638, Sieur de Rouzet, aide de camp du roi, encore vivant en 1700, qui épousa Catherine Laurent, dont deux enfants.
        - Béraud, né vers 1635, Gentilhomme de Mademoiselle de Montpensier, épouse Françoise des Homs.
- 4. Jean-François de Châlon (mort après 1552), épousa vers 1524 Catherine de Bourzès, dame de Rouvière dont :
  - Catherine, épousa en 1552 Guillaume Comitis bourgeois et notaire domicilié à Viala du Tarn